# Бинарен файл
Бинарен или двоичен файл се нарича компютърен файл, който съдържа информация, предназначена за компютърна обработка (машинно четене), като например контролни символи, метаданни и машинен код, и не е предназначен за разглеждане и редактиране като обикновен текст. Например, представянето на изображение, видео филм или аудио на компютър е чрез двоичен файл. Пикселите в изображението, както и звукът, са представени от данни, но тези данни нямат смисъл в текста.